# Bahnstrecke Saint-Gervais–Vallorcine
| Triebzug Z800 im Haltepunkt Le Buet (Gemeinde Vallorcine) |                     |                                                                       |                                          |
| Streckennummer (SNCF): | 896 000             |                                                                       |                                          |
| Kursbuchstrecke (SNCF): | 514                 |                                                                       |                                          |
| Streckenlänge: | 36,62 km            |                                                                       |                                          |
| Spurweite: | 1000 mm (Meterspur) |                                                                       |                                          |
| Stromsystem: | 850 V =             |                                                                       |                                          |
| Maximale Neigung: | 90 ‰                |                                                                       |                                          |
| Minimaler Radius: | 150 m               |                                                                       |                                          |
| |                     |                                                                       |                                          |
| \| \| \| SNCF von La Roche-sur-Foron \| \| \| \| \| \| \| \| \| 0,00 \| Saint-Gervais-Le Fayet TMB zum Nid d’Aigle \| 581 m \| \| \| \| \| \| \| \| \| Depot SNCF \| \| \| \| \| Bon-Nant (28 m) \| \| \| \| \| Autoroute A 40 \| \| \| \| \| Arve (36 m) \| \| \| \| 2,68 \| Chedde \| 599 m \| \| \| \| Arve (47 m) \| \| \| \| \| Égrats (77 m) \| \| \| \| \| \| \| \| \| \| Châtelard (124 m) \| \| \| \| 6,76 \| Servoz \| 812 m \| \| \| 8,93 \| Vaudagne \| 930 m \| \| \| \| Cascade (83 m) \| \| \| \| 10,62 \| Viaduc Sainte-Marie \| 964 m \| \| \| \| Viaduc Sainte-Marie (172 m), Arve \| \| \| \| \| \| \| \| \| 11,67 \| Les Houches Téléphérique de Bellevue \| 980 m \| \| \| \| \| \| \| \| \| Arve (25 m) \| \| \| \| 14,36 \| Taconnaz \| 1003 m \| \| \| 15,67 \| Les Bossons \| 1012 m \| \| \| \| Arve (41 m) \| \| \| \| 16,60 \| Les Pélerins (ehem. Aiguille-du-Midi) \| 1016 m \| \| \| 17,50 \| Les Moussoux \| 1027 m \| \| \| \| \| \| \| \| 18,34 \| Chamonix-Aiguille du Midi (seit 2009) Téléphérique d'Aiguille du Midi \| 1034 m \| \| \| \| \| \| \| \| \| Arve (32 m) \| \| \| \| \| \| \| \| \| 19,03 \| Chamonix-Mont-Blanc CM zum Montenvers \| 1038 m \| \| \| \| \| \| \| \| \| Arveyron (13 m) \| \| \| \| 21,49 \| Les Praz-de-Chamonix \| 1065 m \| \| \| 22,98 \| Les Tines \| 1083 m \| \| \| \| Arve (19 m) \| \| \| \| \| Éboulis (227 m) \| \| \| \| \| Galerie 1 (75 m) \| \| \| \| \| Galerie 2 (50 m) \| \| \| \| 24,97 \| La Joux \| 1199 m \| \| \| \| Galerie 3 (65 m) \| \| \| \| \| Galerie 4 (520 m) \| \| \| \| \| \| \| \| \| 27,30 \| Argentière Téléphérique des Grands Montets \| 1245 m \| \| \| \| \| \| \| \| \| Arve (13 m) \| \| \| \| \| Galerie 5 (150 m) \| \| \| \| \| Viaduc de l'Arve (83 m), Arve \| \| \| \| 29,50 \| Montroc-le Planet \| 1365 m \| \| \| \| Montets (1882 m, kombiniert mit Strasse) \| \| \| \| \| Scheitelpunkt \| 1386 m \| \| \| 32,34 \| Le Buet \| 1342 m \| \| \| \| Eau Noire (16 m) \| \| \| \| \| \| \| \| \| 34,12 \| Vallorcine (-Frontière) Télécabine du Tour – Domaine de Balme \| 1262 m \| \| \| \| \| \| \| \| \| Bellecombe (136 m) \| \| \| \| \| \| \| \| \| 36,6219,13 \| Grenze FR–CH Eau Noire und D1506 (47 m) \| Grenze FR–CH Eau Noire und D1506 (47 m) \| \| \| \| \| \| \| \| 18,86 \| Le Châtelard-Frontière \| 1116 m ü. M. \| \| \| \| TMR nach Martigny \| \| |                     |                                                                       |                                          |
| Strecke |                     | SNCF von La Roche-sur-Foron                                           | SNCF von La Roche-sur-Foron              |
| |                     |                                                                       |                                          |
| Kopfbahnhof Streckenanfang · Kopfbahnhof Streckenende | 0,00                | Saint-Gervais-Le Fayet TMB zum Nid d’Aigle                            | 581 m                                    |
| |                     |                                                                       |                                          |
| Abzweig geradeaus und von links · Betriebs-/Güterbahnhof Streckenende und quer |                     | Depot SNCF                                                            | Depot SNCF                               |
| Brücke über Wasserlauf |                     | Bon-Nant (28 m)                                                       | Bon-Nant (28 m)                          |
| |                     | Autoroute A 40                                                        |                                          |
| Brücke über Wasserlauf |                     | Arve (36 m)                                                           | Arve (36 m)                              |
| Haltepunkt / Haltestelle, ehemals Bahnhof | 2,68                | Chedde                                                                | 599 m                                    |
| Strecke nach links · Strecke unter Wasserlauf |                     | Arve (47 m)                                                           | Arve (47 m)                              |
| Tunnelanfang |                     | Égrats (77 m)                                                         | Égrats (77 m)                            |
| Strecke von links · Strecke nach rechts (im Tunnel) |                     |                                                                       |                                          |
| Tunnel |                     | Châtelard (124 m)                                                     | Châtelard (124 m)                        |
| Haltepunkt / Haltestelle, ehemals Bahnhof | 6,76                | Servoz                                                                | 812 m                                    |
| Haltepunkt / Haltestelle | 8,93                | Vaudagne                                                              | 930 m                                    |
| Tunnel |                     | Cascade (83 m)                                                        | Cascade (83 m)                           |
| Haltepunkt / Haltestelle | 10,62               | Viaduc Sainte-Marie                                                   | 964 m                                    |
| Brücke über Wasserlauf |                     | Viaduc Sainte-Marie (172 m), Arve                                     | Viaduc Sainte-Marie (172 m), Arve        |
| |                     |                                                                       |                                          |
| Haltepunkt / Haltestelle, ehemals Bahnhof | 11,67               | Les Houches Téléphérique de Bellevue                                  | 980 m                                    |
| |                     |                                                                       |                                          |
| Brücke über Wasserlauf |                     | Arve (25 m)                                                           | Arve (25 m)                              |
| Haltepunkt / Haltestelle | 14,36               | Taconnaz                                                              | 1003 m                                   |
| Haltepunkt / Haltestelle, ehemals Bahnhof | 15,67               | Les Bossons                                                           | 1012 m                                   |
| Brücke über Wasserlauf |                     | Arve (41 m)                                                           | Arve (41 m)                              |
| Haltepunkt / Haltestelle | 16,60               | Les Pélerins (ehem. Aiguille-du-Midi)                                 | 1016 m                                   |
| Haltepunkt / Haltestelle | 17,50               | Les Moussoux                                                          | 1027 m                                   |
| |                     |                                                                       |                                          |
| Haltepunkt / Haltestelle | 18,34               | Chamonix-Aiguille du Midi (seit 2009) Téléphérique d'Aiguille du Midi | 1034 m                                   |
| |                     |                                                                       |                                          |
| Brücke über Wasserlauf |                     | Arve (32 m)                                                           | Arve (32 m)                              |
| |                     |                                                                       |                                          |
| Bahnhof | 19,03               | Chamonix-Mont-Blanc CM zum Montenvers                                 | 1038 m                                   |
| |                     |                                                                       |                                          |
| Brücke über Wasserlauf |                     | Arveyron (13 m)                                                       | Arveyron (13 m)                          |
| Haltepunkt / Haltestelle, ehemals Bahnhof | 21,49               | Les Praz-de-Chamonix                                                  | 1065 m                                   |
| Haltepunkt / Haltestelle, ehemals Bahnhof | 22,98               | Les Tines                                                             | 1083 m                                   |
| Brücke über Wasserlauf |                     | Arve (19 m)                                                           | Arve (19 m)                              |
| Tunnel |                     | Éboulis (227 m)                                                       | Éboulis (227 m)                          |
| Tunnel |                     | Galerie 1 (75 m)                                                      | Galerie 1 (75 m)                         |
| Tunnel |                     | Galerie 2 (50 m)                                                      | Galerie 2 (50 m)                         |
| Haltepunkt / Haltestelle | 24,97               | La Joux                                                               | 1199 m                                   |
| Tunnel |                     | Galerie 3 (65 m)                                                      | Galerie 3 (65 m)                         |
| Tunnel |                     | Galerie 4 (520 m)                                                     | Galerie 4 (520 m)                        |
| |                     |                                                                       |                                          |
| Bahnhof | 27,30               | Argentière Téléphérique des Grands Montets                            | 1245 m                                   |
| |                     |                                                                       |                                          |
| Brücke über Wasserlauf |                     | Arve (13 m)                                                           | Arve (13 m)                              |
| Tunnel |                     | Galerie 5 (150 m)                                                     | Galerie 5 (150 m)                        |
| Brücke über Wasserlauf |                     | Viaduc de l'Arve (83 m), Arve                                         | Viaduc de l'Arve (83 m), Arve            |
| Haltepunkt / Haltestelle, ehemals Bahnhof | 29,50               | Montroc-le Planet                                                     | 1365 m                                   |
| U-Bahn-Tunnelanfang |                     | Montets (1882 m, kombiniert mit Strasse)                              | Montets (1882 m, kombiniert mit Strasse) |
| U-Bahn-Tunnelende |                     | Scheitelpunkt                                                         | 1386 m                                   |
| Haltepunkt / Haltestelle, ehemals Bahnhof | 32,34               | Le Buet                                                               | 1342 m                                   |
| Brücke über Wasserlauf |                     | Eau Noire (16 m)                                                      | Eau Noire (16 m)                         |
| |                     |                                                                       |                                          |
| Haltepunkt / Haltestelle, ehemals Bahnhof | 34,12               | Vallorcine (-Frontière) Télécabine du Tour – Domaine de Balme         | 1262 m                                   |
| |                     |                                                                       |                                          |
| Tunnel |                     | Bellecombe (136 m)                                                    | Bellecombe (136 m)                       |
| |                     |                                                                       |                                          |
| Grenze auf Brücke über Wasserlauf | 36,6219,13          | Grenze FR–CH Eau Noire und D1506 (47 m)                               | Grenze FR–CH Eau Noire und D1506 (47 m)  |
| |                     |                                                                       |                                          |
| Bahnhof | 18,86               | Le Châtelard-Frontière                                                | 1116 m ü. M.                             |
| Strecke |                     | TMR nach Martigny                                                     | TMR nach Martigny                        |

Die Meterspurbahn Saint-Gervais–Vallorcine verbindet in Frankreich den Ortsteil Le Fayet der Gemeinde Saint-Gervais-les-Bains über Chamonix und Vallorcine mit dem bereits in der Schweiz liegenden Grenzbahnhof Le Châtelard-Frontière. Von dort führt die ebenfalls meterspurige Chemin de fer Martigny–Châtelard (MC) weiter bis Martigny im Rhonetal. Anfang des 19. Jahrhunderts durch die Compagnie Paris-Lyon-Méditerranée (PLM) eröffnet, ist sie heute Teil des Streckennetzes der SNCF Réseau.

## Geschichte

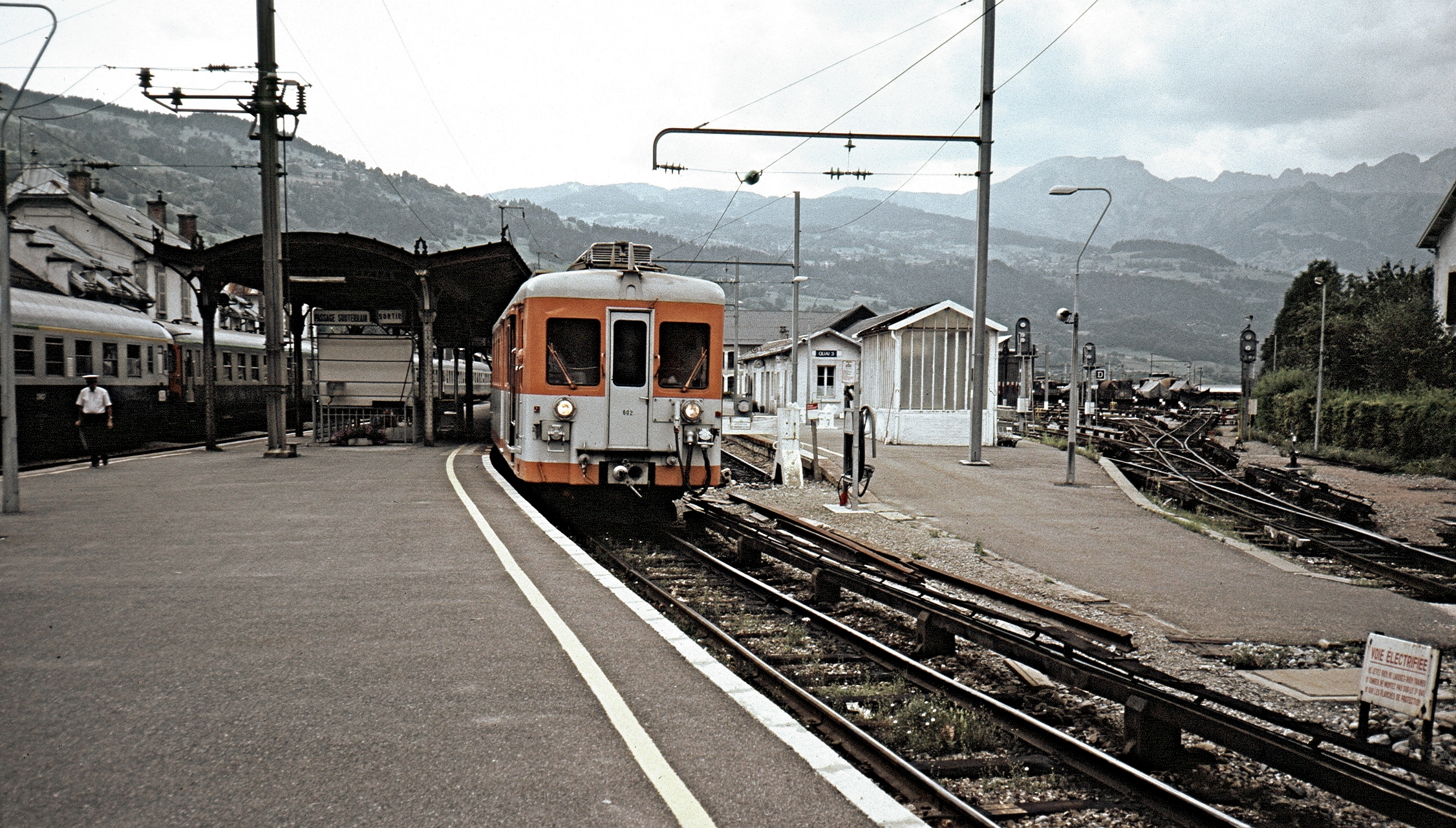
Bahnhof Saint-Gervais-les-Bains-Le Fayet, 1986

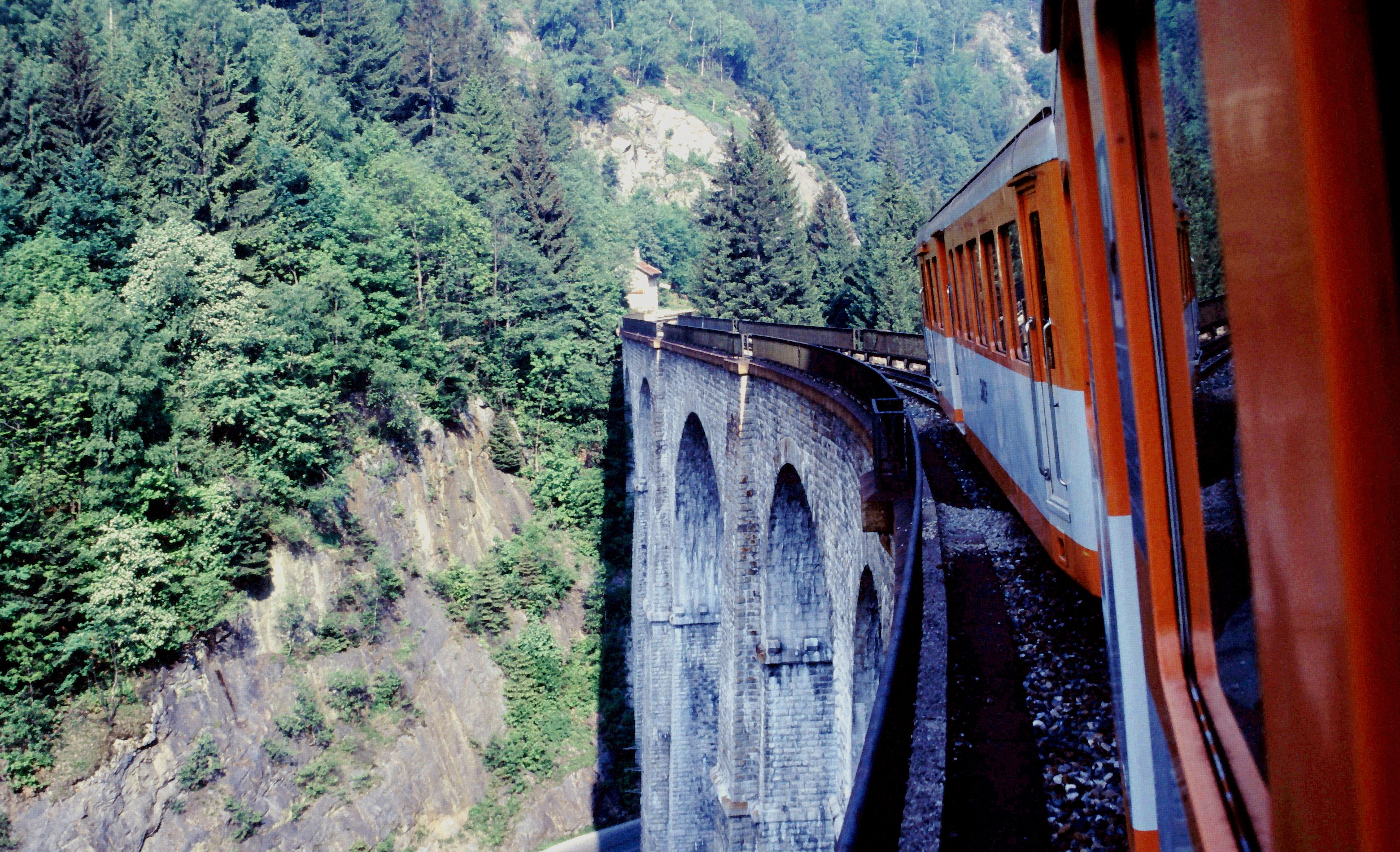
Triebwagen Z 600 auf dem Viadukt Sainte Marie, Mai 1990

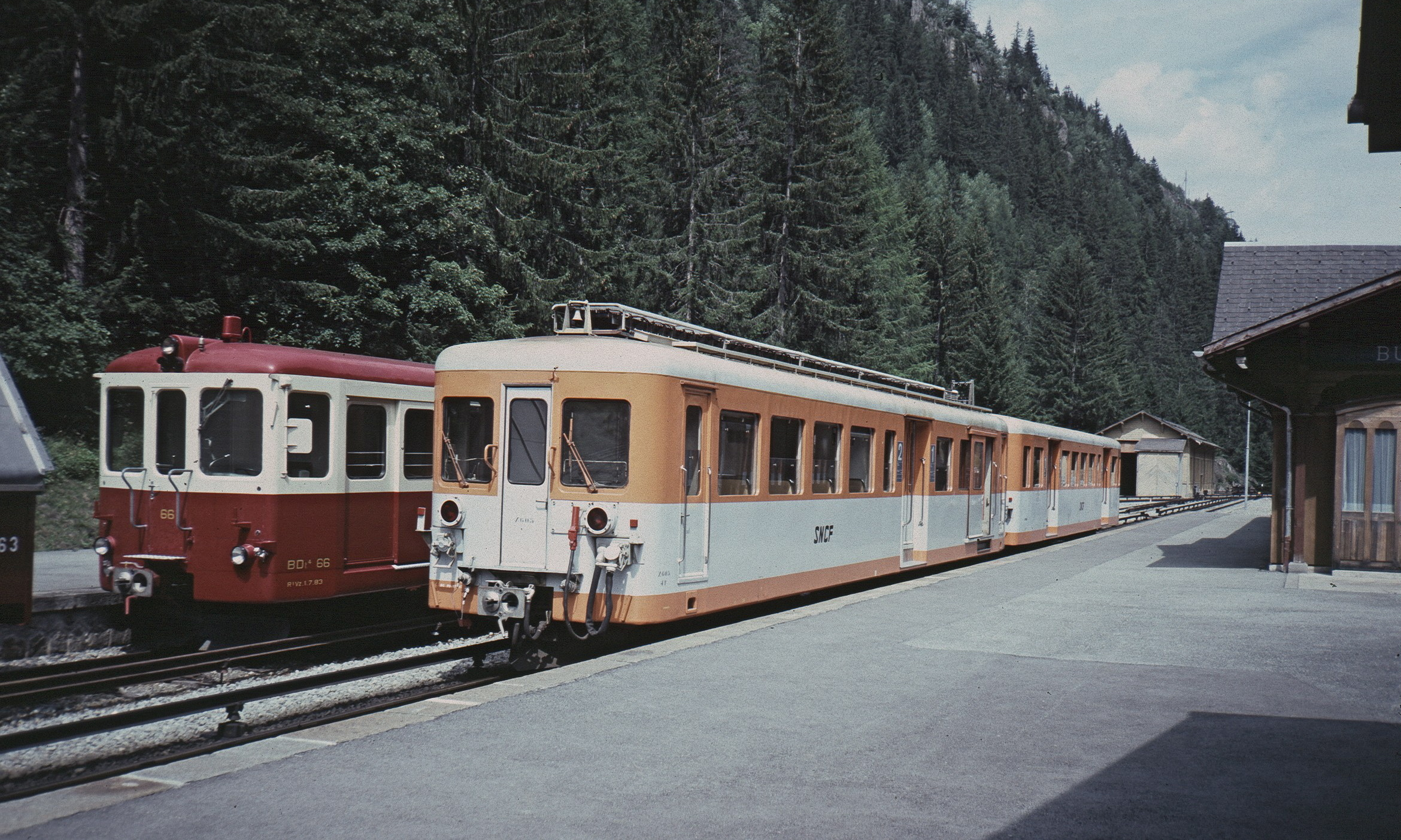
Schweizer und französischer Zug im Grenzbahnhof Châtelard-Frontière, 1986

Die Strecke aus Richtung Paris war bis Annemasse am 30. August 1880 durch die Compagnie des Chemins de fer de Paris à Lyon et à la Méditerranée (PLM) eröffnet worden. Der Abzweig von dort nach Le Fayet ging am 10. Juli 1883 bis La Roche-sur-Foron, am 1. Juni 1890 bis Cluses und am 5. Juni 1898 bis zum Endbahnhof Saint-Gervais-Le Fayet in Betrieb.
Zunächst war die Errichtung eines 13,5 km langen Tunnels durch den Mont Blanc als Konkurrenz zum Mont-Cenis- und Simplontunnel geplant. Aus Kostengründen wurde dieses Vorhaben jedoch nicht realisiert, und man entschied sich zu Gunsten einer normalspurigen Strecke bis nach (Saint-Gervais-)Le Fayet und einer meterspurigen Fortsetzung bis nach Chamonix. Die PLM wollte mit dieser Strecke die neu entwickelte Technik der elektrischen Traktion im Gebirge testen.
Man beschloss schließlich eine meterspurige Strecke mit Stromeinspeisung mittels Wasserkraftwerken entlang der Strecke. Der Betrieb sollte auf die Sommermonate beschränkt sein. Als Stromzufuhr sollte aufgrund von Bedenken der Zuverlässigkeit einer Oberleitung in lawinengefährdeten Bergregionen eine seitlich geführte Stromschiene dienen.
Damit eine hohe Reisegeschwindigkeit erreicht werden konnte, betrug die maximale Steigung 90 ‰; so konnte auf eine Zahnstange verzichtet werden. Da es zu dieser Zeit noch keine Magnetschienenbremse gab, wurde an Abschnitten mit einer hohen Steigung in der Schienenmitte eine dritte etwas höher liegende Schiene montiert, an der sich die Züge im Gefahrenfall mit einer Art Zange festklammern konnten.
Am 3. Juli 1893 wurde der Bau des ersten Teilstückes von Saint-Gervais-Le-Fayet nach Chamonix durch die PLM in Meterspur beschlossen.
Im Juni 1899 begannen schließlich die Bauarbeiten. Um die Stromversorgung sicherzustellen, wurden als erstes die Wasserkraftwerke von Servoz und Les Chavants errichtet. Da die Strecke sofort mit Strom versorgt werden konnte, konnten bereits die Baumaterialien mit den ersten eingetroffenen Fahrzeugen transportiert werden. Nach erfolgreichen Probefahrten im Frühjahr 1901 konnte das 19,03 km lange erste Teilstück von Saint-Gervais-Le-Fayet bis Chamonix am 12. Juli 1901 eröffnet werden.
Bereits im ersten Jahr reisten erfolgversprechende 420 Fahrgäste täglich auf der neuen Strecke. In der ersten Fahrplanperiode von 1901 gab es drei Zugpaare täglich, die nur zwischen Juli und Mitte Dezember verkehrten.
Der anfängliche Erfolg hielt an, so beförderte die Bahn zwischen 15. März und 31. Dezember 1905 168.180 Fahrgäste.
Schon im Winter 1905/06 beschaffte die PLM zwei Schneepflüge und dehnte den Fahrplan auch auf die Wintermonate aus, da sich die anfangs geäußerten Sicherheitsbedenken nicht bestätigten.
Um der starken touristischen Nachfrage in den Sommermonaten nachkommen zu können, beschaffte die PLM zahlreiche Fahrzeuge, die nur für kurze Zeit im Jahr benötigt wurden. Bis 1932 wurden insgesamt 164 Triebwagen und 17 Beiwagen angeschafft.
Auch der Güterverkehr war vom Tourismus in der Region um Chamonix dominiert. Es wurden Lebensmittel, Brennholz und andere Verkaufsartikel nach Chamonix transportiert, von Chamonix nach Saint-Gervais-Le-Fayet wurde im Gegenzug Kühleis transportiert.
Schon 1894 war beschlossen worden, die Strecke bis zur Schweizer Grenze weiterzuführen. Die PLM begann 1904 mit der Fortsetzung dieses Projektes. Anstatt für die Errichtung weiterer Kraftwerke in der Berglandschaft entschied man sich für die Stromversorgung durch eine Freilandleitung entlang der Strecke. Bereits am 25. Juli 1906 konnte der 8,27 km lange zweite Abschnitt zwischen Chamonix und Argentière eröffnet werden. Einen Monat später wurde die Schweizer Bahnstrecke zwischen Martigny und Le Châtelard eröffnet. Aufgrund des starken Schneefalles in dieser bergigen Region beschränkte sich der Betrieb zwischen Chamonix und Argentière bis 1935 auf die Sommermonate.
Der dritte Abschnitt zwischen Argentière und Le Châtelard stellte die größte Herausforderung an die Ingenieure dar, da der 1461 m hohe Montets-Pass in 75 Meter Tiefe untertunnelt werden musste. Bei der Erstellung dieses Tunnels traten wie bei vielen Projekten dieser Art in den Alpen große Probleme auf. Die geplante Bauzeit konnte nicht eingehalten werden, und die Baukosten schossen in die Höhe. Auch die ursprünglich geplante Linienführung musste verändert werden, um den geologisch schwierigen Fels durchstoßen zu können. Die Bauarbeiten begannen am 13. August 1905 von beiden Seiten des Felsmassives, in Le Buet und in Montroc. Da der Tunnel durch eindringendes Quell- und Schmelzwasser gefährdet wurde, mussten 7900 t Beton zur Abdichtung an die Tunnelwand gebracht werden.
Am 1. Juli 1908 konnte der 9,61 km lange letzte Bauabschnitt von Argentière bis Le Châtelard schließlich eröffnet werden. Damit war die durchgehende Schienenverbindung von Martigny in der Schweiz bis nach Chamonix und Saint-Gervais-Le Fayet in Frankreich endlich Realität geworden.
Der Erste Weltkrieg brachte große Einbußen im Tourismusverkehr. Der Güterverkehr nahm jedoch zu, da Chemikalien für die Französische Armee aus der Chemikalienfabrik in Chedde auf Rollböcken nach Le Fayet transportiert wurden.
Zwischen den Kriegen wurde der Tourismus im Tal von Chamonix ausgebaut, und die Fahrgastzahlen stiegen stetig an. Der Ganzjahresbetrieb wurde nach Les Praz de Chamonix und Les Tines ausgedehnt, um vom durch die Olympischen Winterspiele 1924 aufkommenden Skisport profitieren zu können.
Um die Strecke vor Lawinen zu schützen, wurde mit der Aufforstung der Berghänge und der Errichtung von Schutzgalerien begonnen. Im Winter 1930 konnte die Strecke schließlich erstmals in den Wintermonaten durchgehend von Saint-Gervais-Le-Fayet bis Montroc-Le Planet betrieben werden. Der Abschnitt bis nach Le Châtelard wurde auf Grund zu geringer Fahrgasterwartungen nicht für die Wintermonate ertüchtigt. Dieser Abschnitt wurde dann schließlich durch die MC in den Wintermonaten mitbedient, die im Winter 1935/36 und 1936/37 Wintersportzüge zwischen Le Châtelard und Montroc-Le Planet anbot. Damit die Schweizer Fahrzeuge in Frankreich verkehren konnten, waren einige Änderungen an ihnen und der französischen Strecke notwendig.
Am 1. Januar 1938 wurde die PLM zur Société nationale des chemins de fer français (SNCF) verstaatlicht. Die SNCF übernahm auch den Winterbetrieb zwischen Montroc-Le Planet und Le Châtelard von der MC; somit wurde der französische Streckenabschnitt das ganze Jahr durchgehend von der SNCF betrieben.
Auch der Zweite Weltkrieg brachte große Einbußen im Tourismusverkehr. Aufgrund der Grenzbesetzung bei Le Châtelard konnte nicht nur die MC, sondern auch die SNCF wichtige Militärverkehre verzeichnen.

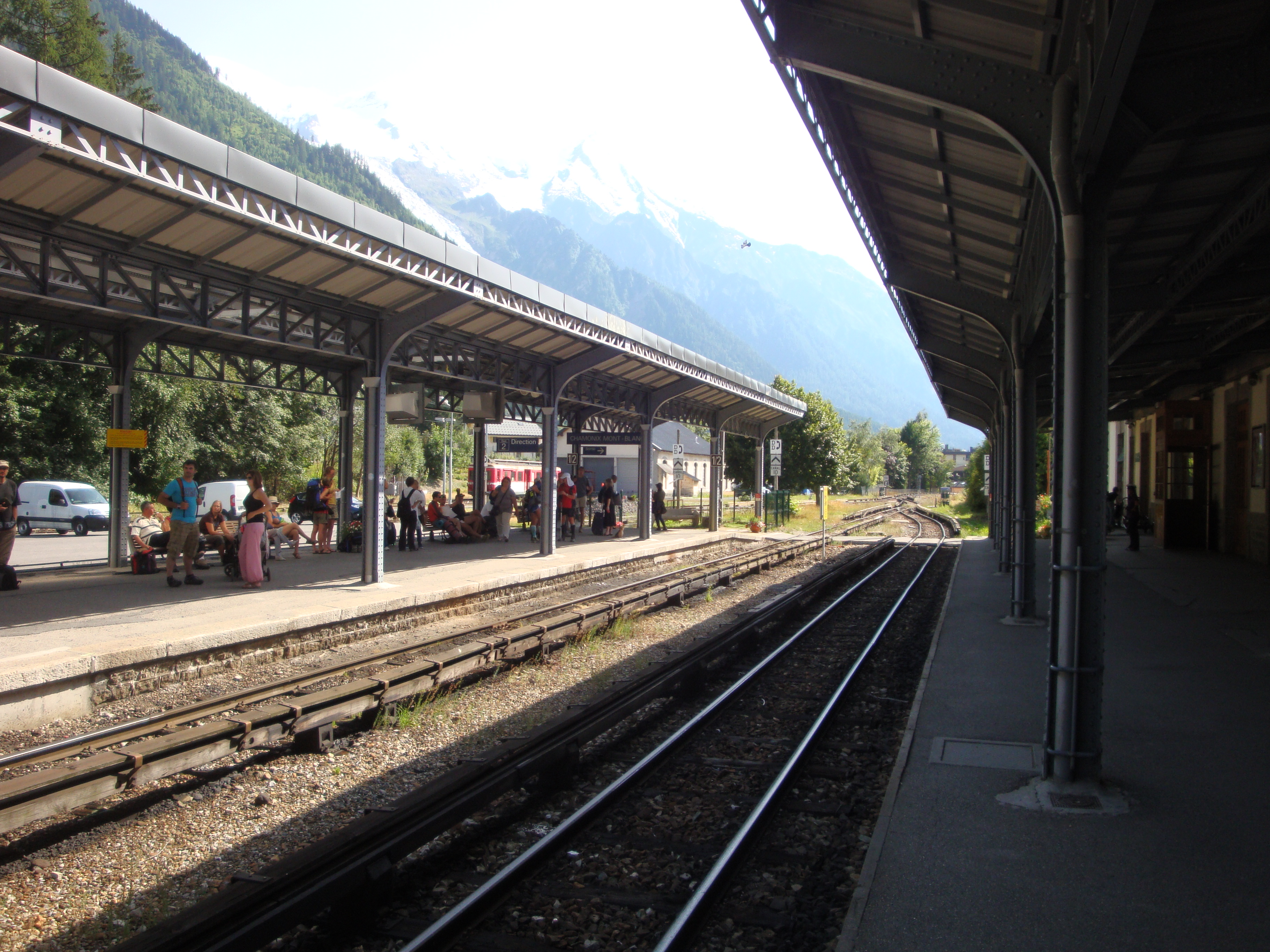
Bahnhof Chamonix-Mont-Blanc in Richtung Saint-Gervais-Le Fayet

Nach dem Krieg stiegen die Fahrgast- und Güterzahlen wieder stark an. Durch die Einrichtung zusätzlicher Bedarfshalte wurde die Strecke für den Tourismus zusätzlich attraktiver gemacht.
In den 1950er-Jahren beschaffte die SNCF wie auch die MC neue Triebwagen. Um die Strecke für die neuen Fahrzeuge zu optimieren und die Höchstgeschwindigkeit erhöhen zu können, unterzog die SNCF ihre Strecke einer umfassenden Modernisierung. Unter anderem wurde die Betriebsspannung, die anfangs 550/650 Volt betrug, wie auch bei der Schweizer MC auf 800/850 Volt angehoben. Nachdem die zwölf neuen Triebwagen komplett in Betrieb genommen waren, konnte sich die SNCF von vielen der alten PLM-Garnituren trennen; andere modernisierte sie umfassend.
Durch die Eröffnung des Mont-Blanc-Tunnels im Jahre 1965 brachen die Beförderungszahlen der Strecke massiv ein, es drohte eine Stilllegung. Diese konnte glücklicherweise verhindert werden, ist doch die Schienenverbindung in den Wintermonaten die einzig zuverlässige Möglichkeit, die Orte Chamonix, Argentière und Vallorcine zu erreichen.
1971 wurde der Güterverkehr endgültig eingestellt. 1983 verkehrte dann der letzte von der PLM übernommene Zug. Um besonders hohe Fahrgastzahlen befördern zu können, wurden ab diesem Zeitpunkt zur Verstärkung Busse eingesetzt.
In den folgenden Jahren versuchte die SNCF verstärkt, mit der Schweizer MC zu kooperieren. 1985 fanden deshalb Versuchsfahrten mit den Schweizer BDeh 4/4 bis nach Saint-Gervais-Le Fayet statt. Trotz der erfolgreichen Testergebnisse scheiterte der Einsatz der Schweizer Fahrzeuge am Protest der französischen Gewerkschaften, da das Personal eine Übernahme durch die Schweizer MC befürchtete.
Da der Umsatz stetig sank, versuchte man 1987 und 1992 wieder gemeinsam mit der Schweizer MC zu arbeiten. So wurden beispielsweise gemeinsame Werbeaktionen durchgeführt. Mit der Durchbindung einiger Züge im Sommer von Martigny bis Chamonix erhoffte man sich wachsende Fahrgastzahlen.
In den folgenden Jahren waren sich die beiden Bahngesellschaften einig, dass ein erfolgreicher Verkehr mit hohen Fahrgastzahlen im Sommer nur mit durchfahrenden Zügen von Martigny bis Chamonix und Saint-Gervais-Le Fayet realisiert werden könne. Aus diesem Grund bestellten sie 1994 gemeinsam die Züge des Typs Z800 bzw. BDeh 4/8, die bis heute als „Mont-Blanc-Express“ vermarktet werden.

## Betrieb

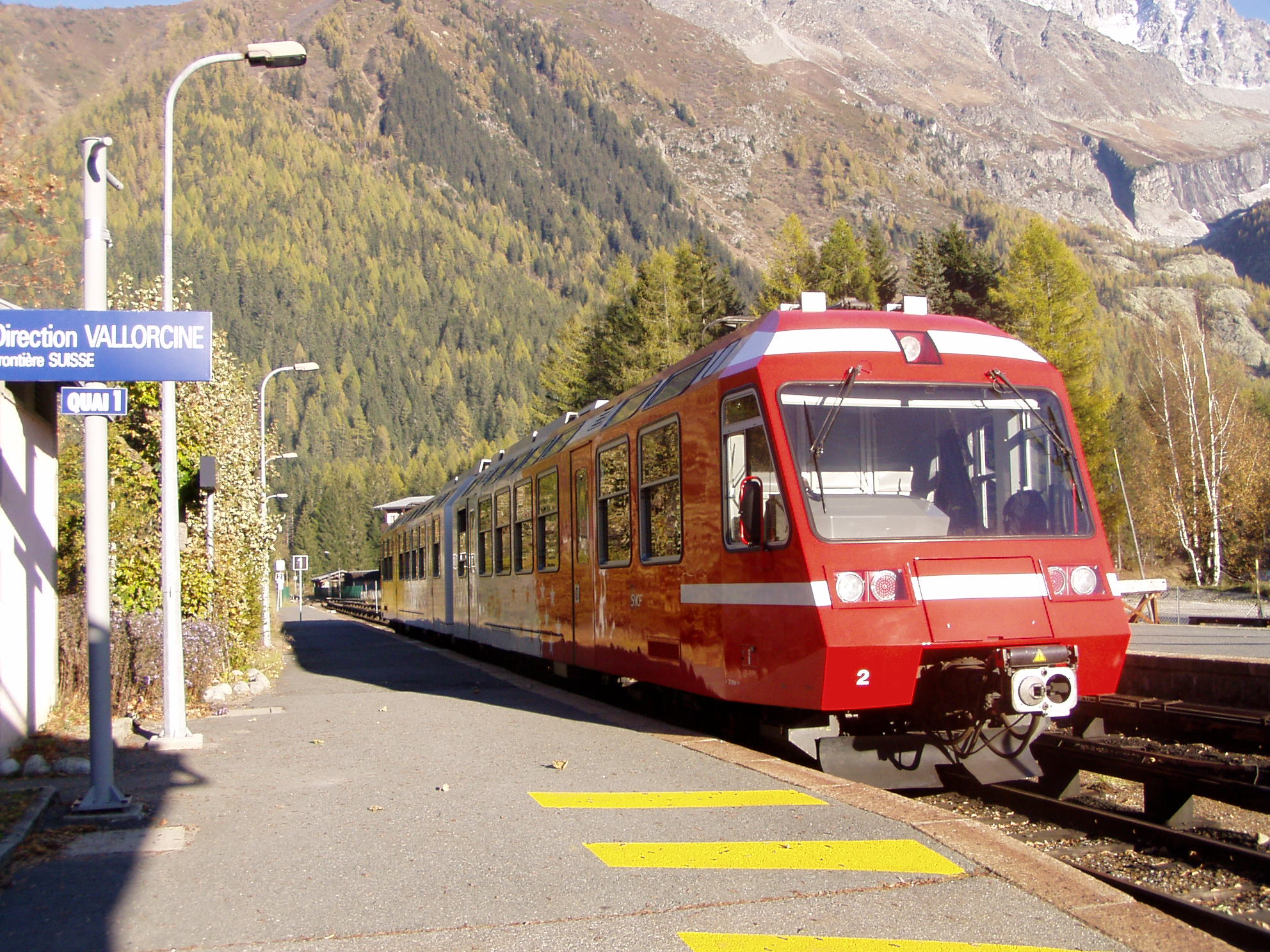
Aufenthalt im Bahnhof Argentière

Die Strecke hat circa 400.000 Passagiere pro Jahr, die Auslastung schwankt sehr stark, von 500 Personen pro Tag in der Nebensaison bis zu 10.000 in der Ferienzeit. Sie dient sowohl dem Nah- und Schülerverkehr als auch Fernreisenden, welche mit Nachtzug oder TGV nach Saint-Gervais-Le Fayet anreisen.
Die durchgehenden Züge verkehren unter dem Namen „Mont-Blanc-Express“.
Seit Hotelgäste mit Gästekarte gratis die Züge zwischen Servoz und Vallorcine benutzen können, ist die Auslastung der Züge insbesondere in der Winterzeit sehr gut. Die meisten Skigebiete im Tal von Chamonix sind in Skischuh-fußläufiger Entfernung einer Bahnstation.

## Anschluss an weitere Bahnlinien
- Der Bahnhof Saint-Gervais-les-Bains-Le Fayet ist Endbahnhof der normalspurigen Bahnstrecke La Roche-sur-Foron–Saint-Gervais, an dem auch von Paris durchgehende TGV halten, und Talstation der Zahnradbahn Tramway du Mont-Blanc (TMB).
- In Chamonix ist die Talstation der Zahnradbahn Chemin de fer du Montenvers.
- Auf Schweizer Seite besteht in Martigny Anschluss an die Simplonstrecke der SBB und an die Chemin de fer Martigny–Orsières (MO), die zweite Bahnstrecke der Transports de Martigny et Régions (TMR).

## Rollmaterial

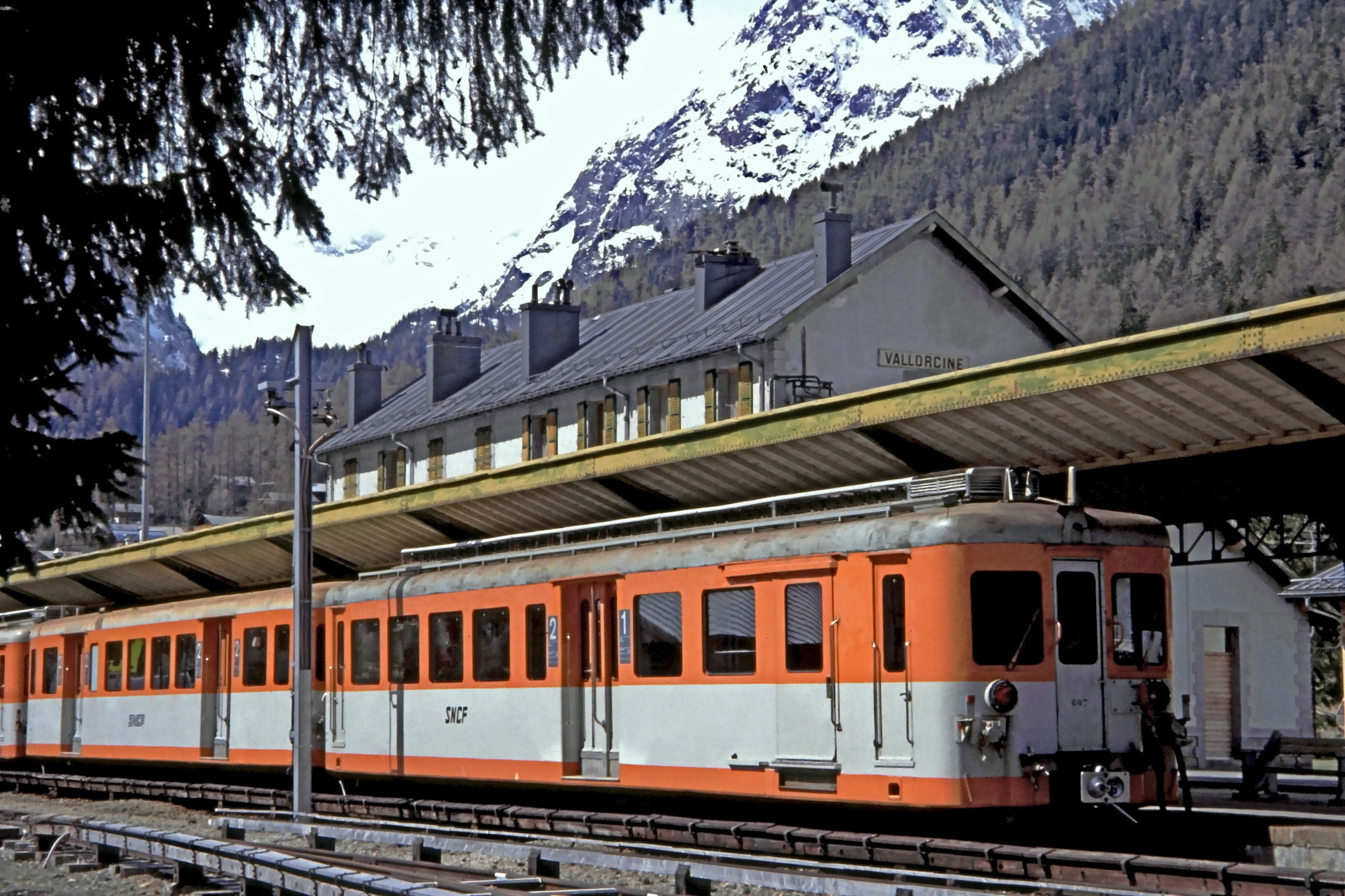
Triebwagen 607 in Vallorcine (April 1993)

- Sechs dreiteilige Triebzüge Z850 mit einer Leistung von 1300 kW und einer Höchstgeschwindigkeit von 80 km/h. Die Fahrzeuge sind vom Erscheinungsbild her ähnlich wie die Z800, verfügen jedoch über keinen Zahnradantrieb und sind deshalb nur auf dem französischen Abschnitt einsetzbar. Die ersten Züge wurden 2005 von Stadler Rail geliefert. Es bestand eine Option auf drei weitere Fahrzeuge, welche 2008 eingelöst wurde. 
Das Fahrzeug verfügt über 94 Sitzplätze in der 2. Klasse sowie über 9 Klappsitze im Mehrzweckbereich. Die Fahrzeuge sind mit einer Klimatisierung und einem modernen Fahrgastinformationssystem ausgestattet. Sie besitzen für die zahlreichen Ski-Touristen geeignete Mehrzweckbereiche.
- Fünf zweiteilige Triebzüge Z800 mit 105 Plätzen, 1997 geliefert durch Adtranz und Vevey Technologies, gemeinsam bestellt mit der Chemin de fer Martigny-Châtelard. Drei Fahrzeuge gehören der SNCF, zwei der MC/TMR. Leistung 1000 kW, beide Einheiten angetrieben, Höchstgeschwindigkeit 70 km/h; ausgestattet mit Zahnradantrieb, Stromabnehmer für Oberleitung und Stromschiene. Die Fahrzeuge können bis Martigny in der Schweiz verkehren.
- Acht Triebwagen Z600 und vier Beiwagen (teilweise außer Betrieb). Diese werden im Hochbetrieb der Winterzeit zur Verstärkung eingesetzt.
- Schneepflüge/Schneeschleudern
  - Z691 (Elektro)
  - Beilhack CN4 (Diesel)

## Strecke

### Technische Daten
- Profil: Von Saint-Gervais-Le Fayet (Höhe: 580 m) über Chamonix (Höhe 1000 m) ansteigend bis zum Tunnel unter dem Col des Montets (Höhe 1365 m), danach leichtes Gefälle bis zur Schweizer Grenze (Höhe 1100 m). Zwischen Servoz und Les Houches wird auf einer Länge von 2 km eine Steigung von 90 ‰ erreicht, Rekord für Adhäsionsbahnen (nur ein paar Straßenbahnlinien sind noch etwas steiler). Ursprünglich war in Steigungen ab 4 ‰ eine Bremsschiene für Zangenbremsen in Mittellage eingebaut, diese wurde 1980 entfernt.
- Elektrifiziert mit 850 V Gleichstrom (ursprünglich 580 V), Stromschiene
- Größere Kunstbauten:
  - 3 Viadukte, darunter der 130 m lange und 52 m hohe viaduc Sainte-Marie aux Houches
  - mehrere Lawinengalerien
  - Tunnel des Montets unter dem Col des Montets, 1883 m lang